# Исламское семейное право
Исламское семейное право (араб. аль-мунакахат ва-ль-фара’ид) — часть исламской правовой системы, регулирующей семейно-брачные отношения. Основными особенностями мусульманского семейного права являются: тесное взаимодействие с религиозной идеологией и моралью; особое внимание на поддержку семьи; дифференцированный подход к понятию равенства между мужчиной и женщиной.
Конкретные и очевидные нормы семейного права, регламентирующие брачно-семейные отношения, положение женщин, развод, наследование и другие права личного статуса установлены Кораном и сунной пророка Мухаммеда.
Начиная с XIX века в некоторых мусульманских странах проводятся реформы, соответствующие западноевропейским образцам. В частности эти реформы затрагивают вопросы полигамии, развода по инициативе жены и т. д. Принимаемые властями мусульманских стран семейные кодексы испытавшие на себе влияние колониальных властей, «служат объектом критики со стороны исламских активистов, считающих данные уложения противоречащими их интерпретации Корана».

## Бракосочетание
Брак в исламе считается богоугодным делом и как таковой дозволен каждому совершеннолетнему мусульманину. Мусульманам рекомендуется, чтобы муж и жена соответствовали друг другу по возрасту и общественному положению. При заключении достаточно согласия отца или опекуна невесты. Мусульманкам запрещено выходить замуж за немусульманина. Мужчинам-мусульманам разрешено жениться на христианках или иудейках. Сожительство с женщиной без заключения брака в исламе запрещено (харам) и считается прелюбодеянием (зина).
Вдова или разведённая женщина прежде чем вновь выйти замуж должна выждать определённый срок «идда», который в зависимости от правовой школы составляет от 4 до 20 недель.
Шариат обязывает жениха, прежде чем жениться, посмотреть на женщину, к которой он собирается посвататься. Это необходимо и для того, чтобы женщина познакомилась с мужчиной, которому предстоит стать её мужем, и для того, чтобы у жениха было ясное представление о его будущей жене. Мужчине разрешается посмотреть на женщину, к которой он сватается, независимо от того, даст она на это своё разрешение или нет. Он может делать это неоднократно, однако ему дозволено смотреть только на её лицо и кисти рук. При выборе невесты мужчинам рекомендуется обращать внимание на её религиозность, нрав, красоту, способность рожать и происхождение. Предпочтительней всего жениться на дальней, а не близкой родственнице.
Бракосочетание состоит из нескольких этапов:
- Первый этап — сговор, сватовство (хитба). Жених сам или через доверенного делает предложение доверенному невесты (отцу или опекуну) и договариваются об имуществе, выделяемом мужем жене (махр) и других условиях, которые входят в брачный договор (сига).
- Второй и третий этапы — передача невесты в дом жениха (зифаф) и свадебное торжество (урс, валима). Если невеста ещё ребёнок, то её передача откладывается до достижения ею совершеннолетия (13—15 лет). Во время свадебного торжества оглашается брачный договор (сига) и выплачивается махр или его часть (садак).
- Четвёртый этап — фактическое вступление в брачные отношения (никах), после которого бракосочетание считается свершившимся[3].

Сговор
Бракосочетание желательно провести в мечети. Брачный договор заключается при свидетелях, которыми могут быть двое мужчин или один мужчина и двое женщин согласно ханафитскому мазхабу. Обрядность бракосочетания зависит от достатка и общественного положения семей брачащихся и от местных обычаев. Мусульманам по возможности желательно пригласить на свадебную трапезу друзей и родственников.
Формула брачного договора должна содержать в себе предложение (иджаб), сделанное невестой или её представителем (опекуном или попечителем), и соответствующим ответом жениха или его представителя (кабуль). Без произнесения данной формулы брак считается недействительным. Если мужчина или женщина произнесут формулу брака или развода в шутку, брак или развод, тем не менее, считаются действительными. Аналогичным образом они допускают заключение брака на языке жестов. У шиитов во всех этих случаях брак или развод не имеет силы.
Свидетели
Согласно шафиитскому, ханафитскому и ханбалитскому мазхабу присутствие на бракосочетании как минимум двух свидетелей мужского пола является обязательным условием законности брака. Ханафиты полагают достаточным присутствие двух мужчин либо одного мужчины и двух женщин. Однако если все свидетели — женщины, такой брак расценивается ханафитами как недействительный. У шиитов присутствие свидетелей считается не обязательным (ваджиб), а желательным (мустахаб). Если мужчина-мусульманин женится на не мусульманке, то свидетелями с её стороны могут быть и немусульмане.
Махр
При заключении равноправного[неизвестный термин] брака муж обязан выделить жене имущество, которое называется махром. Махр определяется во время сговора (хитба) по соглашению между представителями сторон брачащихся. В случае вдовства или развода по требованию мужа (таляк) махр остаётся у жены. Махр выплачивается непосредственно жене и является частью его собственности. На обязательность махра указывает 4 аят суры ан-Ниса. В качестве махра могут выступать всё, что имеет какую-либо стоимость и на что может быть распространено право собственности. Это могут быть деньги, драгоценные камни или металлы, или любое другое ценное имущество.
Время выплаты махра должно быть оговорено при заключении брака. Он может быть выплачен либо сразу по заключении брачного договора, либо путём разделения на части, либо при разводе. Махр может быть передан опекуну или доверенному жены, либо непосредственно жене. Неуплата махра в обусловленный срок дает жене право на условный развод (фасх), который продолжается впредь до его уплаты.
Свадебные торжества
Во время проведения свадебного торжества (урс) новобрачные встречаются, после чего невеста переходит из дома отца в дом мужа. Данный обычай относится к числу узаконенных шариатом. На этих торжествах царит всеобщая радость; близкие друзья, родственники и соседи разделяют радость с молодоженами и поздравляют их по случаю заключения брака. Во время свадьбы допускаются некоторые невинные развлечения, доставляющие людям радость и украшающие торжество. Во время свадебных торжеств женщина входит в дом мужа в окружении улыбающихся и оказывающих ей знаки уважения людей.

## Махрам
Не женитесь на женщинах, на которых были женаты ваши отцы, если только это не произошло прежде. Воистину, это является мерзким и ненавистным поступком и скверным путём. ۝ Вам запретны ваши матери, ваши дочери, ваши сестры, ваши тетки со стороны отца, ваши тетки со стороны матери, дочери брата, дочери сестры, ваши матери, вскормившие вас молоком, ваши молочные сестры, матери ваших жен, ваши падчерицы, находящиеся под вашим покровительством, с матерями которых вы имели близость, ведь если вы не имели близости с ними, то на вас не будет греха; а также жены ваших сыновей, которые произошли из ваших поясниц. Вам запретно жениться одновременно на двух сестрах, если только это не произошло прежде. Воистину, Аллах – Прощающий, Милосердный. 
وَلَا تَنْكِحُوا مَا نَكَحَ آبَاؤُكُمْ مِنَ النِّسَاءِ إِلَّا مَا قَدْ سَلَفَ ۚ إِنَّهُ كَانَ فَاحِشَةً وَمَقْتًا وَسَاءَ سَبِيلًا
حُرِّمَتْ عَلَيْكُمْ أُمَّهَاتُكُمْ وَبَنَاتُكُمْ وَأَخَوَاتُكُمْ وَعَمَّاتُكُمْ وَخَالَاتُكُمْ وَبَنَاتُ الْأَخِ وَبَنَاتُ الْأُخْتِ وَأُمَّهَاتُكُمُ اللَّاتِي أَرْضَعْنَكُمْ وَأَخَوَاتُكُمْ مِنَ الرَّضَاعَةِ وَأُمَّهَاتُ نِسَائِكُمْ وَرَبَائِبُكُمُ اللَّاتِي فِي حُجُورِكُمْ مِنْ نِسَائِكُمُ اللَّاتِي دَخَلْتُمْ بِهِنَّ فَإِنْ لَمْ تَكُونُوا دَخَلْتُمْ بِهِنَّ فَلَا جُنَاحَ عَلَيْكُمْ وَحَلَائِلُ أَبْنَائِكُمُ الَّذِينَ مِنْ أَصْلَابِكُمْ وَأَنْ تَجْمَعُوا بَيْنَ الْأُخْتَيْنِ إِلَّا مَا قَدْ سَلَفَ ۗ إِنَّ اللَّهَ كَانَ غَفُورًا رَحِيمًا
Махрамом называется близкий родственник, за которого женщина не имеет права выходить замуж по причине их родства, но имеет право оставаться с ним наедине и отправляться в путешествие. Категории женщин, для которых мужчина является махрамом, определены в 22 и 23 аятах суры «Женщины». К ним относятся:
- Мать, молочная мать, бабушка (мать матери или мать отца);
- Дочь, внучка (дочь сына или дочь дочери);
- Родная сестра, молочная сестра;
- Племянница (дочь родной сестры или дочь родного брата);
- Тётя (сестра матери или сестра отца);
- Тёща (мать жены), бабушка жены (мать матери жены или мать отца жены);
- Падчерица (дочь жены от предыдущего брака);
- Мачеха (жена отца);
- Невестка (жена сына)[11].

Следующие категории женщин также являются махрамами, но брак с этими женщинами может стать возможным в случае развода с женой или в случае её смерти. :
- Свояченица (сестра жены)[11];
- Тётя жены (сестра матери жены или сестра отца жены);
- Племянница жены (дочь сестры жены или дочь брата жены)[11].

## Многожёнство
Все учёные единодушны в том, что мужчина может иметь одновременно несколько жён, максимум — четыре. Они основываются на 3 аяте суры ан-Ниса.
При этом, если мужчина разводится с одной из своих четырёх жён, он не имеет право жениться на новой женщине в период идды бывшей супруги, если у них есть право на возобновление брака (то есть развод не был трёхкратным). Однако если имел место троекратный развод, то мужчине разрешено жениться на новой женщине, в том числе и на родной или сводной сестре своей бывшей жены, ещё в тот период, когда она выжидает срок идда.

## Развод
Право объявить о разводе (таляк) имеет муж, либо шариатский судья, выносящий решение по просьбе жены. Мужчина, дающий развод жене, должен быть совершеннолетним, вменяемым и разводиться по собственной воле. Все мазхабы постулируют, что нельзя давать развод жене во время менструации (хайд) или послеродового кровотечения (нифас). Шииты, в отличие от представителей четырёх суннитских мазхабов, требуют произнесения особой формулы развода, включающей в себя оборот «талик» (однокоренные производные от этого слова не допускаются).
После произнесения слов развода жена должна прождать в его доме определённый срок (идда). Муж может вернуть жену вступив с ней в близость в течение срока идда, либо вновь заключить в ней никах после окончания этого срока. Супруги могут жениться и разводиться не более трёх раз подряд. После третьего развода женщина, желающая воссоединиться со своим бывшем мужем, должна выйти замуж за другого мужчину и вступить с ним в половую связь. Только после того, как она разведётся со своим вторым мужем или станет вдовой женщина может выйти замуж за прежнего мужа. Заключение фиктивных браков, заключаемых с целью возвращения к мужу после третьего развода запрещено.
Троекратный развод
В соответствии с фикхом четырёх суннитских мазхабов, единовременное троекратное произнесение формулы развода считается действительным. Шииты и салафиты считают такой развод однократным.
Хула
Если муж выполняет все шариатские обязанности, однако женщина утратила свои чувства к нему и категорически не хочет оставаться его супругой, то в таком случае она может инициировать развод, называемый хула (араб. خلع‎). В таком случае она может выплатить ему компенсацию и получить развод. Хула упоминается в Коране и хадисах. Она позволяет женщине инициировать развод через согласие мужа или судебное постановление. В зависимости от правовой школы (мазхаба) и региона существуют различные условия для развода.
Взаимное проклятие
В случае, когда муж обвиняет жену в измене, но нет четырёх свидетелей видевших измену, он может обратиться в суд и поклясться перед судьёй по тексту Корана и развестись. Данное положение закреплено Кораном и называется лиан. Муж должен четырежды засвидетельствовать: «Аллах — свидетель, я говорю совершенную правду», а в пятый раз он должен попросить для себя проклятия Аллаха, если он говорит неправду. Женщины, для того, чтобы избежать наказания за измену, должны четырежды засвидетельствовать: «Аллах свидетель, муж говорит совершенную неправду», а в пятый раз она должна попросить для себя проклятия Аллаха, если муж говорит правду.

## Наложницы
Помимо законных жён, шариат предусматривает и институт наложниц. Под наложницами подразумеваются женщины побеждённого (убитого) врага. Во время войн женщины могли сопровождать своих мужей. Если их мужья погибали в бою, то они оставались одни. Пророк Мухаммад впервые сформулировал гуманное отношение к таким женщинам. Они становились наложницами победителя — то есть фактически приравнивались к жене (обязательства по содержанию наложниц такие же, как и для жён), с небольшими отличиями.
От официальных жён они отличаются отсутствием церемонии, согласия опекуна, отсутствием свадебного подарка, а также правами наложницы на совместно нажитое имущество и детей в случае расторжения отношений.

### Умм аль-валад
Невольницу, которая родила сына от своего господина, называют умм аль-валад («мать ребёнка»), а свободную женщину — умм аль-ибн («мать сына»). В доисламские времена, а также в первые годы распространения ислама умм аль-валад никак не выделялась среди других разрядов невольников. До запрета халифа Умаром ибн аль-Хаттаба (634—644) их можно было продавать, менять, дарить и т. п. Если господин признавал рождённого невольницей ребёнка своим сыном, то она становилась умм аль-валад. Если же он отказывался признавать, то она и её сын оставались обычными невольниками.
В деловых отношениях она признавалась ограниченно дееспособной и приравнивалась к условно освобожденным невольникам (мукатаб, мудаббар). После смерти господина умм аль-валад становилась полностью свободной. В случае смерти ребёнка по одним правовым школам (мазхабам) умм аль-валад сохраняла свой статус, так как обещание освобождения обратной силы не имеет, а по другим она снова становилась обычной невольницей, так как сын, бывший условием её освобождения, умер. Если невольница была продана будучи беременной и это обнаружилось в течение определённого срока (идда), то сделка признавалась недействительной и невольница возвращалась своему прежнему господину со статусом умм аль-валад.

## Сексуальные предписания
Сексуальное поведение в исламе разрешено только в рамках брака или с наложницей, иное рассматривается как прелюбодеяние и преследуется по шариату. Также запрещён анальный секс, секс во время менструации, послеродового кровотечения, болезни и обязательного поста.
В первую брачную ночь мужу-мусульманину следует угощать и всячески опекать новоиспечённую жену, а также прочитать вместе с ней намаз.  Рекомендуется мужу не оставлять жен, на срок превышающий четыре месяца, а также по равному уделять внимание своим жёнам (если их несколько).  Мужчина если он женат, он должен проводить с ней одну из четырех ночей, если у него нет уважительной причины не делать это. (Аль-Мугни, 7/28, Кашф аль-Кина, 3/144)
После женитьбы, если жена была девственницей, муж должен быть с ней в течение 7 ночей, а если жена уже была замужем до этого, то достаточно и трёх ночей. Считается желательным прочесть специальную молитву до и прикрываться во время акта.
Оральный секс, за отсутствием указаний в священных текстах, считается дозволенным, а анальный секс, онанизм, групповой секс и лесбиянство считаются запретным абсолютным большинством богословов. Мужской гомосексуализм и изнасилование наказываются смертной казнью.
Ислам дозволяет использование презервативов и прерывание полового акта, но совершение аборта большинством улемов считается запретным, только если оставление плода не угрожает жизни матери.
Целью, которая ставится перед браком, и сексом в частности, является удовлетворение врождённого и естественного для человека влечения к противоположному полу, сохранение чистоты происхождения, сближение людей, увеличение количества мусульман и сохранение от аморальных поступков и прелюбодеяния. Брак может быть обязательным для тех, кто опасается соблазна прелюбодеяния, а может быть нежелательным для тех, у кого нет влечения, для больных и не́мощных. Важным критерием при выборе партнёра, помимо обязательной богобоязненности и праведности, является способность к продолжению рода.

## Наследование
Дисциплина исламского права (фикх), которая исследует вопрос наследства и занимается расчётом доли наследников называется ильм аль-маварис (араб. علم الموارث‎). Исследование наследственного права считается фардом кифая, то есть если часть мусульман обладает знаниями в этом вопросе, то с других мусульман снимается обязанность изучать эту дисциплину.
Главным источником правил о наследстве считаются слова Аллаха в Коране и разъяснения пророка Мухаммеда сохранённые в преданиях (сунна). Также авторитетом в вопросах наследования считаются единогласные решения улемов — иджма.
Имущество мусульманина после его смерти в первую очередь должно пойти на обеспечение его похорон: на вознаграждение омывавшему тело и копавшему могилу, на покупку савана и др. расходы, которые неизбежны при похоронах. Затем, если умерший не успел выплатить закят или долг, то они должны быть выплачены из его имущества. Если покойник завещал часть имущества тому, кто не может претендовать на наследство, то завещание должно быть исполнено. Но завещать таким образом можно не больше трети всего имущества, а завещать тому, кто уже претендует на наследство на правах родственника, является запретным (харам). И в последнюю очередь имущество передаётся законным наследникам умершего.

## Усыновление
До начала пророческой миссии, пророк Мухаммад объявил Зайда своим сыном и наследником. После усыновления его звали Зайд ибн Мухаммад, пока не был ниспослан аят Корана запрещающий давать приёмным детям имена их опекунов:  
"Зовите их (приемных детей) по именам их отцов. Это более справедливо перед Аллахом. Если же вы не знаете их отцов, то они являются вашими братьями по вере и вашими близкими. Не будет на вас греха, если вы совершите ошибку, если только вы не вознамерились совершить такое в сердце. Аллах — Прощающий, Милосердный." 33:5

## Совершеннолетие
Все мазхабы сходятся на том, что произносящие формулу брачного договора мужчина и женщина должны быть вменяемыми и взрослыми (балиг), если только брак не заключается их попечителями. Девственница не может выйти замуж без согласия попечителя, даже если она совершеннолетняя. Существует консенсус (иджма) учёных всех мазхабов, что появление менструаций и способность забеременеть являются признаками совершеннолетия для девушек, что позволяет им вступать в брак. Тем не менее, различные школы фикха устанавливают разный возраст совершеннолетия при отсутствии менструаций у девочек и выхода семени или поллюции у мальчиков. Так, по шафиитскому и ханбалитскому мазхабу совершеннолетие и для юношей, и для девушек наступает в пятнадцать лет, по маликитскому — в семнадцать лет, по ханафитскому — в восемнадцать, а по джафаритскому — в девять у девочек и в пятнадцать у мальчиков. Однако современные шиитские учёные — такие, например, как Макарем Ширази — в своих фетвах не рекомендуют девушкам вступать в брак в столь раннем возрасте.